# Sabayon Linux
 (juillet 2009).
Si vous disposez d'ouvrages ou d'articles de référence ou si vous connaissez des sites web de qualité traitant du thème abordé ici, merci de compléter l'article en donnant les références utiles à sa vérifiabilité et en les liant à la section « Notes et références ».
Sabayon Linux est une distribution GNU/Linux basée sur Gentoo.

## Installation
Contrairement à Gentoo qui installe tout ou partie du système d'exploitation à partir du code source, Sabayon installe le système de base à partir de paquets précompilés.
Sabayon Linux est une distribution prête à l'emploi, c'est-à-dire qu'elle inclut de base les pilotes propriétaires des différentes cartes graphiques et cartes WI-FI, les codecs audio - vidéo, flash, java, etc. pour que le système puisse fonctionner sans devoir les installer après l'installation. Il n'est donc pas totalement libre.
La distribution a recours à un Live-DVD, et le système peut être installé une fois le Live-DVD en marche. Le processus d'installation a été conçu afin d'être plus simple que pour une Gentoo, qui requiert de bonnes connaissances des systèmes Linux. L'installateur mis en œuvre est Anaconda, déjà employé pour l'installation de Fedora, CentOS…
Le Live-DVD inclut de base les grands titres des applications utilisables sur Gentoo, tels que Konversation, Firefox et bien d'autres. SabayonLinux est totalement compatible avec Gentoo.
Le Live-DVD active également les pilotes des cartes graphiques Nvidia et ATI, les pilotes des cartes Wi-FI, ce qui permet de tirer parti du bureau en 3D et de la connectivité Wi-FI, par l'exécution de Compiz Fusion en mode live.
Les images ISO sont disponibles via ftp, http, rsync et BitTorrent.
Le Live-DVD est disponible en quatre versions (cinq dans les répertoires FTP) selon l'environnement graphique principal : GNOME, KDE, XFCE, MATE et une version dite "minimale" permettant d'installer l'environnement graphique de son choix.
Depuis janvier 2015, seule l'architecture AMD-64 (x86-64) est proposée : l'équipe a annoncé le basculement sur une architecture unique en juin 2014, afin de mutualiser au maximum les efforts de développement et en raison de la disparition progressive du matériel uniquement compatible x86.
La version 14 (décembre 2013) a introduit la possibilité de démarrer le mode "SteamBox", basé sur l'interface "Steam Big Picture" du logiciel Steam.
Il est possible de choisir entre trois types d'installation :
1. Sabayon Linux avec l'environnement graphique par défaut, selon la version la version téléchargée (Gnome ou KDE pour une machine de bonne puissance, MATE ou XFCE pour en alléger un peu la charge ou en améliorer la réactivité)
2. Sabayon Linux Médiacenter (XBMC), proposé avec certains environnements de bureau
3. Sabayon Linux Minimale (SpinBase, anciennement Core) : version minimaliste sans environnement graphique.

## Gestion des paquets
Le cycle de développement suit le modèle de la rolling release, c'est-à-dire que les versions de la distribution correspondent aux versions du DVD ou du CD d'installation et que les paquets sont mis à jour en permanence.
Sabayon Linux est fondée principalement sur des paquets binaires précompilés, gérés via son propre gestionnaire de paquets Entropy, ce qui permet d'économiser du temps à l'installation : Entropy est géré par les outils Equo (mode texte) et Sulfur (gestionnaire graphique). Sur Gentoo, on utilise essentiellement la commande emerge en mode texte ; le gestionnaire graphique kuroo n'est utilisé que de façon très marginale et reste considéré comme expérimental (instable). Depuis la version 10, un nouvel interface graphique à Entropy a fait son apparition : Rigo. Cette nouvelle interface vise à remplacer Sulfur et se rapproche de l'interface de la Logithèque Ubuntu.
Le gestionnaire Entropy permet d'administrer le système aussi simplement qu'une distribution du style Debian, comme Ubuntu. Par exemple : equo update && equo upgrade, permet, en mode texte (console), de mettre à jour le système, ce qui n'est pas sans rappeler la syntaxe d'apt-get.
Entropy, le gestionnaire de paquets propre à Sabayon intègre le meilleur de Portage (ses ebuilds), de Yum, de Apt, et offre également la possibilité de créer son propre Entropy, avec support de branches multiples (mise à jour vers une version ultérieure, par exemple).
Entropy permet à l'utilisateur de maintenir son système Sabayon Linux en bon état de marche et à jour, très simplement.
Sabayon Linux intègre aussi Portage (ses ebuilds et ses overlays). Sa compilation et ses outils (Emerge et layman) sont disponibles pour ceux qui ont déjà une connaissance de Gentoo, afin d'installer des versions plus récentes ou indisponibles dans le cadre d'Entropy. Sabayon dispose d'ailleurs de son propre overlay : Sabayon.